# 제1임시해병여단 (대한민국)
제1임시해병여단은 1959년 2월 26일부터 1967년 1월 23일까지 존재했었던 대한민국 해병대의 임시여단이다.

## 역사
경기도 파주군 금촌에 주둔하고 있던 제1해병사단이 본격적으로 상륙부대로서 기능을 갖추기 위해 경상북도 포항시로 옮겨갔고, 경기 서북부의 경비를 위해 김포에 제1해병연대를 기반으로 독립여단으로 편성되었다.
1961년 5.16 군사정변에 동원되었다.
1965년 9월 20일, 1사단 예하 제2해병연대를 기반으로 제2해병여단이 편성되어, 베트남 전쟁 참가를 위해 베트남 공화국에 보내어졌다. 이듬해 1966년 11월 23일 제5해병연대를 기반으로 제5해병여단이 편성되었고, 1967년 1월 23일에 여단은 임무를 교대하고, 1임시해병여단은 사단이 있는 포항시로 귀환하여 해산하였다.

## 같이 보기
- 제2해병여단
- 제5해병여단